# Collide (Skillet-album)
 Collide är den sjätte fullängdsalbumet som det kristna rockbandet Skillet har gjort. Det var släpptes ursprungligen den 18 november 2003 under Ardent Records  Skivan återutgavs av Lava Records den 25 maj 2004 med ett bonusspår "Open Wounds " Albumet nådde # 179 på Billboard 200 och # 5 på Top Heatseekers. Det finns en musikvideo till låten "Savior". Albumbilden är, enligt John Cooper, en bild på då tro och rädsla kolliderar. Albumet är känd som deras tyngsta hittills.

## Singlar
1. "Savior"
2. "Forsaken"
3. "Collide"
4. "My Obsession"
5. "Open Wounds"
6. "Under My Skin"
7. "A Little More"

## Låtlista
(Originalskvian av Ardent Records)
| Nr  | Titel         | Längd |
| --- | ------------- | ----- |
| 1.  | Forsaken      | 4:12  |
| 2.  | Savior        | 4:33  |
| 3.  | Collide       | 5:38  |
| 4.  | A Little More | 4:49  |
| 5.  | My Obsession  | 5:00  |
| 6.  | Fingernails   | 5:07  |
| 7.  | Imperfection  | 4:07  |
| 8.  | Under My Skin | 4:06  |
| 9.  | Energy        | 3:57  |
| 10. | Cycle Down    | 3:58  |

(Andra lanseringen av Lava Records)
| Nr  | Titel                     | Längd |
| --- | ------------------------- | ----- |
| 1.  | Forsaken                  | 4:12  |
| 2.  | Savior                    | 4:33  |
| 3.  | Open Wounds (bonus track) | 3:15  |
| 4.  | A Little More             | 4:49  |
| 5.  | My Obsession              | 5:00  |
| 6.  | Collide                   | 5:38  |
| 7.  | Fingernails               | 5:06  |
| 8.  | Imperfection              | 4:06  |
| 9.  | Under My Skin             | 4:05  |
| 10. | Energy                    | 3:56  |
| 11. | Cycle Down                | 4:00  |

## Medverkande
- John Cooper - sång, bas
- Korey Cooper - Keyboard, gitarr
- Ben Kasica - gitarr
- Lori Peters - trummor

## Musikvideo
En video gjordes till låten "Savior". Musikvideon visar när bandet att spelar, i både ett hus och på en park på natten. Det blev den andra videon Skillet har gjort. Videon visar ett missbrukande pappa som misshandlar sina barn i huset, och den efterföljande flykten när de flyr från deras far. De gömmer sig inne i parken, medan placeringen av bandet spelar växlar från den ena till den andra. Videon slutar med att barnen är trygga i sin mors armar. Videon har, utan tvekan, det tyngsta i temat i bandets karriär. Sångaren och basisten, John Cooper, sade att "Savior" är en sång skriven om hans barndom. Även om han inte var fysiskt misshandlad av sin far, så hade han en mycket destruktiv emotionell relation med honom.